# Gianna Giuffrè
Gianna Giuffrè, nome d'arte di Giovanna Maria Giuffrè (Reggio Calabria, 19 settembre 1916 – Roma, 18 febbraio 1998), è stata un'attrice, cantante e soubrette italiana del teatro di rivista negli anni trenta e quaranta.

## Biografia
Nata a Reggio Calabria, sua madre Ofelia era concertista ed insegnante di pianoforte, in età adolescenziale già mostra spiccate doti artistiche, ed a sedici anni viene ammessa al Centro Sperimentale di Cinematografia diretta da Alessandro Blasetti a Roma. Nel 1933 si trasferisce nella capitale ed inizia a studiare come attrice; suoi compagni di corso erano Otello Toso ed Andrea Checchi.
Dopo poco più di un anno è costretta a lasciare, per motivi economici, il Centro Sperimentale, che era una scuola e quindi non retribuita. Nel 1935 inizia la sua carriera teatrale entrando nella compagnia di rivista di Totò. Nel periodo estivo si esibiva alla Casina delle Rose ed al Giardino Milleluci di Roma.
Nel 1939 lavorò con Titina De Filippo e Nino Taranto nella rivista Finalmente un imbecille, scritta da Nelli e Mangini. Nello stesso anno partecipò ad una tournée per le truppe italiane in Africa ad Alessandria d'Egitto.
Il 9 marzo 1939 nasce sua figlia Adriana Giuffrè, che seguirà le orme materne come attrice nel cinema italiano.
Nel 1943 partecipa con Wanda Osiris (in quel periodo Vanda Osiri), Carlo Dapporto, il Trio Lescano, Letizia Gissi, Nino Gallizio alla rivista Sogniamo insieme di Nelli e Mangini, con musiche originali di Giuseppe Anapeta, coreografie di Vera Petri e regia dello stesso Mangini.
Nel 1944 fa compagnia con Renato Rascel a Napoli, durante l'ingresso delle truppe alleate in Italia. Sempre quell'anno, a Roma, recitò con Carlo Dapporto, in Che succede a Copacabana. Partecipò alle prime trasmissioni televisive sperimentali dell'Ente Italiano per le Audizioni Radiofoniche, anche conosciuto con la sigla EIAR. Nel 1945 si ritira dalle scene.
Gianna Giuffrè è tumulata a Roma, nel cimitero Flaminio di Prima Porta.

## Filmografia
- Fermo con le mani!, regia di Gero Zambuto (1937)
- Mille chilometri al minuto, regia di Mario Mattoli (1939)